# Karl Fuchs (Politiker, 1881)
Karl Fuchs (* 17. Juni 1881 in Forchheim; † 22. Februar 1972 in Bad Kissingen) war Bankvorstand und Bad Kissingens erster Oberbürgermeister nach dem Zweiten Weltkrieg.

## Leben
Er wurde als Sohn des Forchheimer Bürgermeisters Theobald Fuchs geboren, der zwei Jahre später Bürgermeister von Bad Kissingen und 1910 als Theobald von Fuchs in den bayerischen persönlichen Adelsstand erhoben wurde. Sohn Karl besuchte die Grundschule in Bad Kissingen und anschließend das Gymnasium in Neuburg an der Donau.
Danach studierte er Rechts- und Staatswissenschaft sowie Volkswirtschaft und Finanzwissenschaft an den Universitäten München und Erlangen. Im Jahr 1904 promovierte er zum Dr. jur. und legte 1906 sein Assessor-Examen ab.
Nach nur kurzer Tätigkeit am Stadtrentamt Würzburg wechselte Fuchs ins Bankfach und war in Würzburg und Nürnberg tätig, bevor er 1916 in die „Pfälzische Bank“ in Frankfurt am Main eintrat. Im Jahr 1917 wurde er nach München versetzt und 1920 zum Vorstandsmitglied in Ludwigshafen am Rhein bestellt.
Als die „Pfälzische Bank“ im Jahr 1922 in der „Rheinischen Creditbank“ in Mannheim aufging, wurde Fuchs in deren Vorstand übernommen. Nach der Fusion der „Creditbank“ mit der „Deutschen Bank“ übernahm er die Leitung der Filiale in Ludwigshafen am Rhein. Hier engagierte er sich auch stark im Wirtschaftsleben: Er gehörte der Industrie- und Handelskammer als Beiratsmitglied an, war Ortsbeauftragter der „Reichsgruppe Banken“ für die Berufsausbildung, war Vorsitzender des Prüfungsamts für Kaufmannsgehilfen im Kammerbezirk und vieles mehr, auch im berufsständischen ehrenamtlichen Bereich.
Als Fuchs 1946 das Rentenalter erreichte, sah er sich nach einer neuen Beschäftigung um und bewarb sich u. a. um die Stelle des Ersten Bürgermeisters von Bad Kissingen, zumal er sich große Chancen ausrechnete, da ja bereits sein Vater dort über drei Jahrzehnte dieses Amt innegehabt hatte.
Vorerst kam er jedoch nicht zum Zug. Nachdem aber der zunächst berufene Bürgermeister Franz Rothmund wegen seiner früheren NSDAP-Mitgliedschaft suspendiert und die Stelle erneut ausgeschrieben worden war, beschloss der Stadtrat am 30. April 1947 dann doch, mit der „Deutschen Bank“ wegen der Pensionsberechtigung des Dr. Fuchs in Kontakt zu treten. Schließlich wurde Fuchs am 2. Mai 1947 vom Stadtrat zum rechtskundigen Ersten Bürgermeister gewählt, der am 1. Juni sein Amt antrat. Als am 1. April 1948 Bad Kissingen seine Kreisunmittelbarkeit erlangte, wurde aus dem „Ersten Bürgermeister“ der „Oberbürgermeister“. Kurz nach Gründung trat Fuchs der Christlich Sozialen Union (CSU) bei.
In der Stadtratssitzung vom 29. April 1952 wurde Fuchs aus seinem Amt verabschiedet, doch blieb er im öffentlichen Leben Bad Kissingens präsent und engagierte sich u. a. im Deutschen Roten Kreuz und im Rhönklub. Am 8. Februar 1972 wurde er am Marktplatz von einem Auto zu Boden geschleudert, wobei der 90-Jährige so schwer verletzt wurde, dass er 14 Tage später verstarb.
Fuchs’ Nachfolger als Oberbürgermeister von Bad Kissingen wurde Hans Weiß.

## Ehrungen
- Bundesverdienstkreuz 1. Klasse (5. Januar 1963)[1]
- Goldene Bürgermedaille der Stadt Bad Kissingen (1963)